# الکترو ولوت
الکترو ولوت (به انگلیسی: Electro Velvet) گروه موسیقی دو نفره بریتانیایی است.
آن ها در مسابقه آواز یوروویژن ۲۰۱۵ نماینده بریتانیا بودند.